# 40 до н. е.

## Події
- Гней Доміцій Кальвін (вдруге) і Гай Азіній Полліон — консули Римської республіки, консули-суффекти — Луцій Корнелій Бальб і Публій Канідій Красс.
- скінчилася Перузійська війна.

## Народились
- Клеопатра Селена II — державний діяч Єгипту та Мавретанії. Була останньою представницею роду Птолемеїв

## Померли
- Асклепіад Віфінський — видатний давньогрецький лікар, теоретик медицини, засновник психотерапії, фізіотерапії та молекулярної медицини.
- Гай Клавдій Марцелл — політичний діяч Римської республіки, консул 50 року до н. е.
- Квінт Фуфій Кален — політичний та військовий діяч Римської республіки, консул 47 року до н. е.
- Фульвія — політичний діяч, дружина декількох відомих політиків Римської республіки.